# Manota issongo
Manota issongo är en tvåvingeart som beskrevs av Loïc Matile 1972. Manota issongo ingår i släktet Manota och familjen svampmyggor.
Artens utbredningsområde är Centralafrikanska republiken. Inga underarter finns listade i Catalogue of Life.